# 同音異字
同音異字（どうおんいじ）とは、同じ音の語や字でありながら、別の文字であること。通常の熟語のほか、伊東と伊藤（いとう）、東海林と庄司（しょうじ）、仙台（宮城県）と川内（鹿児島県）（せんだい）のように、人名や地名でも見られる。
ここでの「音」の意味は「発音」の意味で、「音読み・訓読み」の「音」ではない。訓読みの「病む」と「止む」も同音異字である。
逆に、「下手」は「へた」「しもて」「げしゅ」「したて」、人名の東海林は「とうかいりん」「しょうじ」と、複数の読み方がある。このように、同じ漢字で異なる複数の読みがある場合は同字異音という。
漢字にはもともと同音異字のものが多く、中国から日本に伝わる際に中国語の読みが日本で読みやすいものに置き換えられた際に、中国語で似通った音がまとめられ、同音異字の文字が非常に多くなった。

## 同音異字の例
同音異字の例は無数にあるので、ここでは、特に紛らわしいもの、意味が逆のもの、意味が似ているもの、注意を要するもの、頻繁に見かける誤植のケースなどに限って例示する。

### ア行
- 圧政 - 圧制
- 意外 - 以外 - 遺骸
- 意義 - 異議
- 意見 - 異見
- 意思 - 意志 - 遺志
- 異常 - 異状
- 移譲 - 委譲
- 一堂 - 一同
- 移動 - 異動 - 異同
- 印象 - 印章 - 引証
- 引退 - 隠退
- 雨季 - 雨期
- 海栗 - 雲丹
- 得物 - 獲物
- 演技 - 演義
- 大型 - 大形
- 犯す - 侵す - 冒す

### カ行
- 外向 - 外交
- 開錠 - 解錠
- 懐石料理 - 会席料理
- 海草 - 海藻
- 改定 - 改訂
- 解答 - 回答
- 街灯 - 外灯
- 街道 - 海道
- 改変 - 改編
- 回復 - 快復
- 解放 - 開放
- 解明 - 開明
- 科学 - 化学 - 下顎
- 稼業 - 家業 - 課業
- 確立 - 確率
- 春日井 - 春日居 - 鎹（伝統的な金属工具）
- 春日部 - 粕壁（実際は歴史的な表記の変化）
- 恰好 - 格好
- 過程 - 課程
- 過料 - 科料
- 華麗 - 佳麗
- 干害 - 灌漑
- 乾季 - 乾期
- 観察 - 監察
- 鑑賞 - 観賞
- 幹事 - 監事
- 観取 - 看取 - 看守 - 監守
- 感心 - 関心 - 歓心 - 寒心
- 歓声 - 喚声
- 乾性 - 乾生
- 機械 - 器械
- 器具 - 機具
- 気候 - 季候
- 帰港 - 帰航
- 鬼才 - 奇才 - 機才
- 機材 - 器材 - 器財
- 奇手 - 鬼手
- 基準 - 規準
- 既定 - 規定 - 規程
- 祈念 - 記念
- 逆接 - 逆説
- 球技 - 球戯
- 急性 - 旧姓 - 急逝
- 競演 - 協演（正反対となる）
- 強行 - 強攻 - 強硬
- 共生 - 共棲
- 強制 - 強請
- 競走 - 競争 - 強壮 - 競漕 - 協奏
- 協同 - 共同 - 協働 - 共働
- 脅迫 - 強迫
- 狂暴 - 凶暴 - 強暴
- 協和 - 共和
- 極致 - 極地 - 局地
- 熊 - 球磨 - 隈
- 群衆 - 群集
- 警醒 - 警世 - 経世
- 県議 - 嫌疑
- 元始 - 原始 - 原子
- 健診 - 検診
- 厚意 - 好意
- 広遠 - 宏遠 - 高遠
- 好機 - 好期
- 校規 - 校紀
- 厚誼 - 交誼 - 好誼 - 高誼
- 興行 - 興業
- 口腔 - 航空 - 高空
- 高校 - 航行 - 孝行 - 口腔 - 後攻
- 広告 - 公告 - 抗告
- 公爵 - 侯爵
- 交渉 - 高尚 - 公証 - 口承 - 鉱床 - 工商 - 厚相 - 哄笑 - 考証 - 校章 - 工匠 - 公称 - 公娼…等IME辞書に22個
- 更正 - 更生
- 後世 - 後生
- 小唄 - 幸田
- 交代 - 交替
- 購読 - 講読
- 広報 - 公報
- 紅葉 - 黄葉
- 公立 - 効率 - 高率
- 拘留 - 勾留
- 小型 - 小形
- 故人 - 個人 - 古人
- 小物 - 小者

### サ行
- 際会 - 再会 - 再開
- 再録 - 採録 - 載録
- 作詞 - 作詩
- 作製 - 作成
- 賛辞 - 産児 - 惨事 - 三次 - 参事
- 仕合 - 試合
- 自覚 - 字画 - 寺格 - 痔核
- 死活 - 師勝
- 次官 - 時間
- 時季 - 時期
- 磁気 - 磁器
- 志向 - 指向
- 指示 - 支持 - 私事 - 師事
- 自信 - 自身
- 実験 - 実検
- 辞典（ことばてん）- 字典（もじてん） - 事典（ことてん） - 時点 - 自転
- 視聴 - 市長 - 支庁 - 試聴
- 湿性 - 湿生
- 死亡 - 脂肪 - 志望
- 紙面 - 誌面
- 若干 - 弱冠
- 収穫 - 収獲
- 終業 - 修業 - 就業
- 就航 - 周航 - 舟航 - 舟行
- 重症 - 重傷
- 修得 - 習得 - 拾得 - 収得
- 終了 - 修了 - 収量
- 粛清 - 粛正
- 修行 - 修業
- 受験 - 受検
- 主宰 - 主催
- 受賞 - 授賞 - 受章 - 授章 - 綬章
- 主席 - 首席
- 出航 - 出港
- 主都 - 首都
- 純化 - 馴化 - 醇化
- 巡幸 - 巡行 - 巡航
- 障害 - 傷害
- 小学部 - 商学部
- 情義 - 情誼
- 賞賛 - 称賛
- 焼失 - 消失
- 召集 - 招集
- 状態 - 常態 - 常体 - 上体
- 条例 - 条令
- 食料 - 食糧
- 女子 - 女史
- 助詞 - 序詞
- 助数詞 - 序数詞
- 女性 - 女婿 - 女声
- 上人 - 聖人
- 助成 - 助勢
- 私立（わたくしりつ） - 市立（いちりつ）
- 自律 - 自立
- 指令 - 司令
- 侵攻 - 進攻
- 審査 - 診査
- 滲出 - 浸出
- 親書 - 信書
- 心象 - 心証
- 心情 - 真情 - 信条
- 真性 - 真正
- 新入 - 進入 - 侵入 - 浸入 - 滲入
- 親任 - 新任 - 信任 - 信認
- 進路 - 針路
- 彗星 - 水星
- 精確 - 正確 - 性格
- 成型 - 成形 - 整形
- 正座 - 静座
- 製作 - 制作
- 清算 - 精算
- 政治 - 政事
- 正統 - 正当
- 製糖 - 精糖
- 政令 - 制令
- 精霊 - 聖霊
- 製錬 - 精錬
- 西武 - 西部 - 声部（部首「声（こえ）」の正式名称）
- 選考 - 先行 - 先攻 - 線香 - 専攻 - 閃光
- 潜行 - 潜航
- 詮索 - 穿鑿
- 奏功 - 奏効
- 創造 - 想像
- 即行 - 即効 - 速効 - 速攻

### タ行
- 大尉 - 太尉
- 大義 - 大儀
- 対極 - 対局 - 大局
- 体型 - 体形 - 体系 - 大系 - 隊形
- 対象 - 対称 - 対照
- 大勢 - 体制 - 体勢 - 態勢 - 耐性
- 高跳び - 高飛び
- 他言 - 多言
- 多少 - 多生 - 他生
- 断行 - 断交
- 男子 - （立川）談志
- 中型 - 中形
- 中傷 - 中小 - 抽象
- 直接 - 直截
- 追及 - 追求 - 追究
- 提示 - 呈示
- 適性 - 適正
- 転嫁 - 転化 - 転訛
- 天気 - 転機 - 転記
- 電機 - 電器
- 伝動 - 伝道 - 伝導 - 電導 - 電動
- 典礼 - 典例 - 典令 - 典麗
- 同士 - 同志
- 東武 - 東部 - 頭部
- 同胞 - 同朋
- 都議 - 伽
- 特徴 - 特長
- 徳用 - 特用
- 都政 - 都制

### ナ行
- 内向 - 内攻
- 入航 - 入港

### ハ行
- 排外 - 拝外
- 売春 - 買春（正反対となる）
- 配水 - 排水 - 廃水
- 配布 - 配付 - 配賦
- 計る - 測る - 量る - 図る - 謀る - 諮る
- 波乱 - 波瀾
- 判型 - 版型
- 反抗 - 反攻
- 阪神 - 半身 - 半神
- はんだ - 半田
- 日陰 - 日影
- 鼻孔 - 鼻腔
- 日立 - 常陸
- 被爆 - 被曝
- 日干し - 日乾し - 干乾し
- 表記 - 標記
- 標語 - 評語
- 表示 - 標示
- 表題 - 標題
- 平屋 - 平家（同義だが、不動産の登記書類や建築基準法での表記には「平家」が使われている[1]。）
- 賦活 - 不活（正反対となる）
- 府議 - 溥儀
- 不信 - 不審 - 不振
- 婦人 - 夫人
- 普段 - 不断
- 舟 - 船
- 不変 - 不偏 - 普遍
- 不要 - 不用
- 平行 - 並行
- 偏在 - 遍在（正反対となる）
- 編集/編輯 - 編修
- 法王 - 法皇
- 報告 - 奉告
- 褒章 - 褒賞
- 豊穣 - 豊饒
- 放送 - 包装 - 法曹
- 保険 - 保健
- 保証 - 保障 - 補償
- 歩道 - 舗道

### マ行
- 町 - 街
- 魔法陣 - 魔方陣
- 密猟 - 密漁
- 都島 - 宮古島
- 民俗学 - 民族学
- 銘菓 - 名菓
- 名月 - 明月
- 名言 - 明言
- 銘刀 - 名刀
- 名答 - 明答

### ヤ行
- 優性 - 優生
- 有名 - 勇名
- 幽冥 - 幽明
- 所以 - 由縁
- 擁護 - 養護
- 要心 - 用心
- 様態 - 容態 - 容体
- 予言 - 預言

### ラ行
- 乱用 - 濫用
- 立冬 - 栗東 - 立党
- 猟師 - 漁師
- 冷遇 - 礼遇（正反対となる）
- 連携 - 連係
- 路頭 - 露頭

## 表音文字の同音異字（heterograph）
表音文字を使う言語でも同音異字の多いものがある。特に顕著なのが英語で、meetとmeat、theirとthere、noとknow、ironとionなどかなり多い。これらの多くは、もともと異なる発音だったものが歴史的に変化して同じ発音になったものである。ただしtoとtoo、flowerとflourのように同じ単語から意味が分化し、区別のために異字とされたものもある、同様に古い綴りが保たれているために同音異字となる例は他の言語にも多く、例えば日本語の歴史的仮名遣いにも今日（けふ）、教（けう）、京・経（きやう）などの区別がある。現代仮名遣いではそれらの多くについて区別がつかなくなっているが、使用頻度が多く漢字では書けない助詞については「は」・「へ」・「を」のように歴史的仮名遣いを踏襲している。このように特定の場合だけ古い綴りを残した例も、ロシア語・朝鮮語など、いくつかの言語の正書法に見られる。

## 音素の制約による同音異義語の増加
ある言語が外来語を示す際、自国語の表音文字では表記できない音素があるとき、代替文字に複数の音素を内包させざるを得ない（または足りない音素を省略する）ために同音異義語は増えてゆく。シルバーシートなど座席のことを日本語のカタカナで「シート」と表記するが、この英語は seat [siːt]、一方、切手シートなど一枚の紙や一枚の敷布も日本語のカタカナで「シート」と表記するが、この英語は sheet [ʃiːt] にである。この二つの単語は、英語では文字も発音も違うが、日本語では区別できない。この場合、日本語の「シート」は、「座席」と「一枚の紙」と別々の意味を持つ多義語とみなされてしまう。

## 参考辞書
- 活用自在同音同訓異字辞典　阿久根末忠著　柏書房　ISBN 476011050X
- 同音語同訓語使い分け辞典　北原保雄　鳥飼浩二著　東京堂出版　ISBN 4490104030